# Milín
Milín – gmina w Czechach, w powiecie Przybram, w kraju środkowoczeskim. Według danych z dnia 1 stycznia 2013 liczyła 2 170 mieszkańców.
W miejscowości znajduje się stacja kolejowa Milín.

## Historia
Na terenie gminy w dniach 11–12 maja 1945 została stoczona bitwa pod Slivicami pomiędzy wycofującymi się na zachód wojskami niemieckimi pod wodzą Carla von Pücklera-Burghaussa a połączonymi siłami armii amerykańskiej, sowieckiej i czeskich partyzantów. Siły III Rzeszy zostały w niej rozbite, a Pückler-Burghauss po bitwie popełnił samobójstwo. Była to jedna z ostatnich bitew II wojny światowej w Europie.